# Rajd Polski

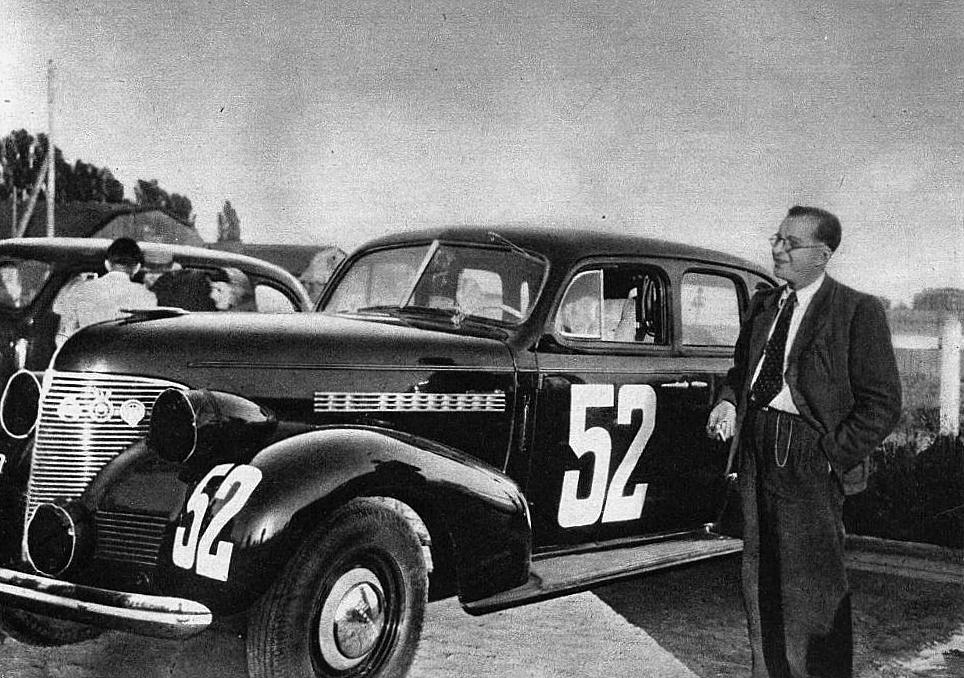
Tadeusz Marek po zwycięstwie w Rajdzie Polskim 1939.

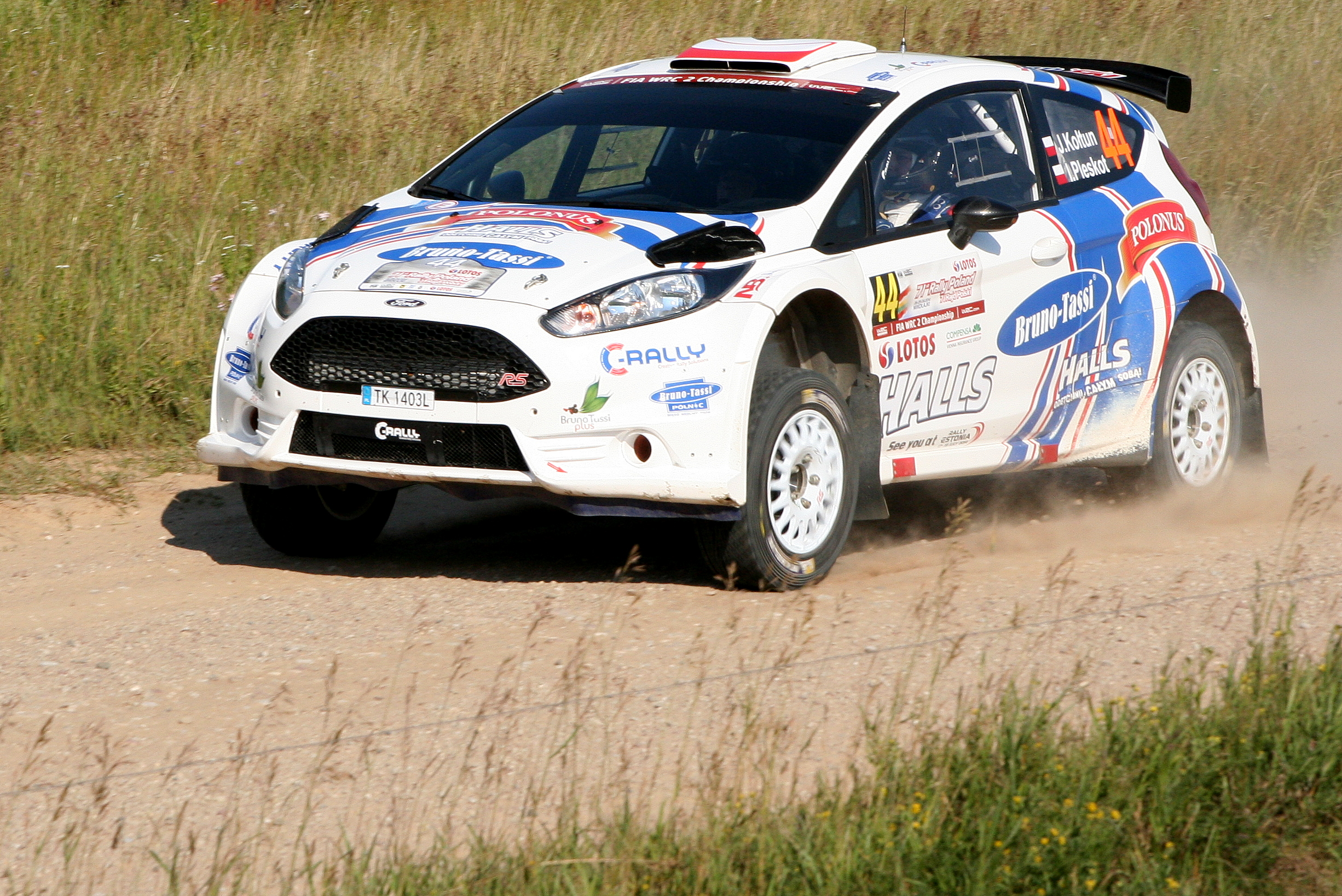
Jarosław Kołtun podczas 71. Rajdu Polski w roku 2014 zajął 18. miejsce w klasyfikacji generalnej, tym samym będąc najlepszym polskim kierowcą tego rajdu.

Rajd Polski – rajd samochodowy, runda Mistrzostw Świata, wcześniej także runda m.in. Mistrzostw Polski, Mistrzostw Europy i Mistrzostw Litwy.
Rajd Polski jest drugim (po Rajdzie Monte Carlo) najstarszym wciąż organizowanym rajdem samochodowym na świecie. Jest to także najbardziej prestiżowa i największa w Polsce impreza w sportach samochodowych.

## Historia
Pierwsza edycja rajdu odbyła się w 1921 roku. Trasa wiodła wówczas z Warszawy do Białowieży, a z sześciu uczestników najlepszy okazał się Tadeusz Heyne, jadący samochodem marki Dodge. Z roku na rok trasa rajdu wydłużała się i w 1925 osiągnęła długość 3798 km. W roku 1926 oraz w latach 1931–1936 rajd z powodu kryzysu gospodarczego nie odbył się. Start w 1940 roku uniemożliwił wybuch II wojny światowej.
Rajd Polski wystartował ponownie w 1947 roku z przeszło 2500-kilometrową trasą, wiodącą niemal przez całą Polskę. W kolejnym roku patronat nad zawodami objął prezydent Bolesław Bierut. Rajd Polski nie uzyskał jednak przychylności władzy komunistycznej i następna edycja zawodów odbyła się dopiero w 1954 r.
W 1960 po raz pierwszy użyto nazwy „Rajd Polski”, a zawody zostały rundą Mistrzostw Europy (wówczas był to najważniejszy na świecie cykl mistrzowski). Z roku na rok, Rajd Polski stawał się imprezą coraz bardziej popularną, prestiżową, a zarazem trudniejszą. W 1973 roku rajd stał się rundą nowo powstałego cyklu Rajdowych Mistrzostw Świata. Wygórowane średnie prędkości na dojazdówkach i błędy organizacyjne spowodowały, że zawody ukończyły tylko trzy załogi, a rajd na kolejne 36 lat stracił status rundy Mistrzostw Świata.
Kolejna edycja imprezy również obfitowała w błędy organizacyjne, co było głównym powodem przeniesienia jej z okolic Krakowa na Dolny Śląsk. Rajd powoli odzyskiwał swój prestiż, zmieniał się także pod wpływem nowych zasad rozgrywania rajdów samochodowych. Od tej pory zawody nie odbyły się tylko w latach 1981–1983 z powodu kryzysu paliwowego i wprowadzenia stanu wojennego. W 1989 roku rajd uzyskał najwyższy – 20. współczynnik w Mistrzostwach Europy.
Kiedy w 1997 roku Automobilklub Dolnośląski dotknęły kłopoty finansowe, rajd z powrotem przeniesiony został do Krakowa, powrócił jednak na Dolny Śląsk w 2000 r. Od tego czasu bazą rajdu było Kłodzko, a odcinki specjalne rozgrywano na asfaltowych drogach ziemi kłodzkiej.
W 2005 roku Rajd Polski został przeniesiony na szutrowe drogi Mazur, a bazą zawodów zostały wybrane Mikołajki. Zmiana ta była podyktowana aspiracjami organizatora – Polskiego Związku Motorowego, by rajd ponownie stał się rundą Mistrzostw Świata. W latach 2006–2008 impreza miała status oficjalnego kandydata do tego cyklu, aby w 2009 roku zostać ostatecznie rundą Rajdowych Mistrzostw Świata. W latach 2010–2013 rajd był rundą Mistrzostw Polski i Mistrzostw Europy, a w 2013 roku także Mistrzostw Litwy. W latach 2014–2017, a także w 2024 Rajd Polski ponownie był rundą Rajdowych Mistrzostw Świata.
Po problemach z kibicami i bezpieczeństwem na odcinkach w 2017, jak i w ubiegłych latach, FIA zrezygnowała z rundy mistrzostw świata w Polsce na rzecz Rajdu Turcji.
Z początkiem 2011 roku w środowisku związanym z Automobilklubem Krakowskim powstała idea stworzenia Rajdu Polski Historycznego, którego celem miałoby być przypomnienie samochodów, jakie startowały w Rajdzie Polski i stworzenie imprezy przypominającej swoim klimatem rajdy Rallye Monte Carlo Historique, Acropolis Historic czy Safari Historic.

## Trasa
Rajd przebiega po szybkich i szutrowych, wymagających dobrej techniki, trasach województwa warmińsko-mazurskiego. W 2014 roku jeden z etapów rajdu częściowo odbywał się na terenie Litwy.

## Zwycięzcy z ostatnich lat

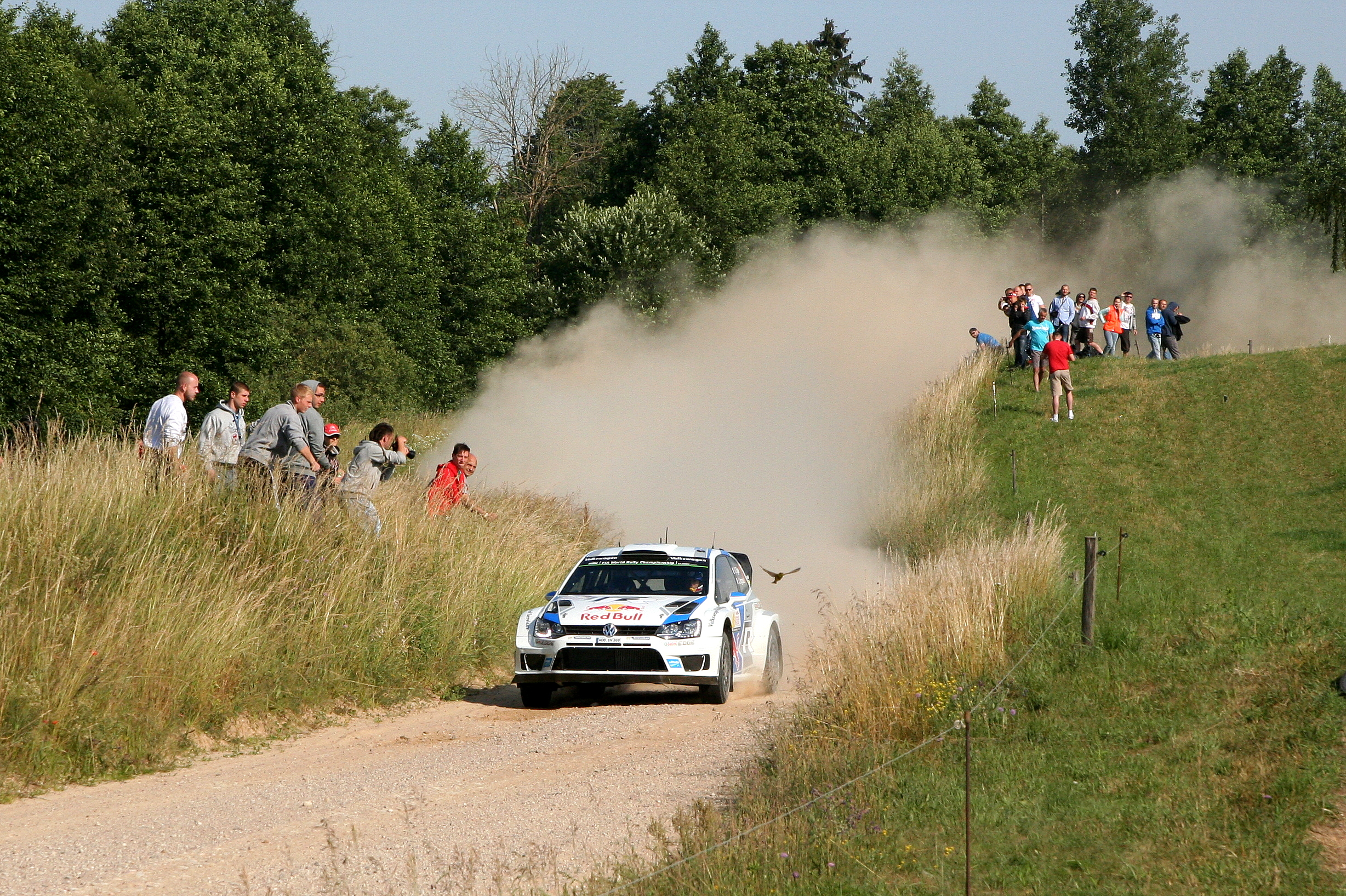
Zwycięzca 71. Rajdu Polski Francuz Sébastien Ogier jadący samochodem Volkswagen Polo R WRC

| Rok  | Nazwa rajdu                              | Kierowca                                 | Pilot                                    | Samochód                                 | Kategoria                                |
| ---- | ---------------------------------------- | ---------------------------------------- | ---------------------------------------- | ---------------------------------------- | ---------------------------------------- |
| 2025 | 81. Rajd Polski                          | Mārtiņš Sesks                            | Renārs Francis                           | Škoda Fabia RS Rally2                    | ERC, RSMP                                |
| 2024 | 80. Rajd Polski                          | Kalle Rovanperä                          | Jonne Halttunen                          | Toyota GR Yaris Rally1                   | WRC                                      |
| 2023 | 79. Rajd Polski                          | Mārtiņš Sesks                            | Renārs Francis                           | Škoda Fabia RS Rally2                    | ERC, RSMP                                |
| 2022 | 78. Rajd Polski                          | Mikołaj Marczyk                          | Szymon Gospodarczyk                      | Škoda Fabia Rally2 evo                   | ERC, RSMP                                |
| 2021 | 77. Rajd Polski                          | Aleksiej Łukjaniuk                       | Aleksiej Arnautow                        | Citroën C3 Rally2                        | ERC, RSMP                                |
| 2020 | Nie odbył się z powodu pandemii COVID-19 | Nie odbył się z powodu pandemii COVID-19 | Nie odbył się z powodu pandemii COVID-19 | Nie odbył się z powodu pandemii COVID-19 | Nie odbył się z powodu pandemii COVID-19 |
| 2019 | 76. Rajd Polski                          | Aleksiej Łukjaniuk                       | Aleksiej Arnautow                        | Citroën C3 R5                            | ERC, RSMP                                |
| 2018 | 75. Rajd Polski                          | Nikołaj Griazin                          | Jarosław Fiedorow                        | Škoda Fabia R5                           | ERC, RSMP                                |
| 2017 | 74. Rajd Polski                          | Thierry Neuville                         | Nicolas Gilsoul                          | Hyundai i20 Coupe WRC                    | WRC                                      |
| 2016 | 73. Rajd Polski                          | Andreas Mikkelsen                        | Anders Jæger                             | Volkswagen Polo R WRC                    | WRC                                      |
| 2015 | 72. Rajd Polski                          | Sébastien Ogier                          | Julien Igrassia                          | Volkswagen Polo R WRC                    | WRC                                      |
| 2014 | 71. Rajd Polski                          | Sébastien Ogier                          | Julien Igrassia                          | Volkswagen Polo R WRC                    | WRC                                      |
| 2013 | 70. Rajd Polski                          | Kajetan Kajetanowicz                     | Jarosław Baran                           | Ford Fiesta R5                           | ERC, RMSP, LRČ                           |
| 2012 | 69. Rajd Polski                          | Esapekka Lappi                           | Janne Ferm                               | Škoda Fabia S2000                        | ERC, RMSP                                |
| 2011 | 68. Rajd Polski                          | Kajetan Kajetanowicz                     | Jarosław Baran                           | Subaru Impreza STi R4                    | ERC, RMSP                                |
| 2010 | 67. Rajd Polski                          | Kajetan Kajetanowicz                     | Jarosław Baran                           | Subaru Impreza STi R4                    | ERC, RMSP                                |
| 2009 | 66. Rajd Polski                          | Mikko Hirvonen                           | Jarmo Lehtinen                           | Ford Focus RS WRC 09                     | WRC                                      |
| 2008 | 65. Rajd Polski                          | Michał Bębenek                           | Grzegorz Bębenek                         | Mitsubishi Lancer Evo IX                 | ERC, RMSP                                |
| 2007 | 64. Rajd Polski                          | Oscar Svedlund                           | Björn Nilsson                            | Subaru Impreza STi N12                   | ERC, RMSP                                |
| 2006 | 63. Rajd Polski                          | Leszek Kuzaj                             | Maciej Szczepaniak                       | Subaru Impreza STi N12                   | ERC, RMSP                                |
| 2005 | 62. Rajd Polski                          | Krzysztof Hołowczyc                      | Łukasz Kurzeja                           | Subaru Impreza STi N11                   | ERC, RMSP                                |
| 2004 | 61. Rajd Polski                          | Luca Pedersoli                           | Daniele Vernuccio                        | Peugeot 306 Maxi Kit Car                 | ERC, RMSP                                |
| 2003 | 60. Rajd Polski                          | Miguel Campos                            | Carlos Magalhães                         | Peugeot 206 WRC                          | ERC, RMSP                                |

- WRC – Rajdowe mistrzostwa świata
- ERC – Rajdowe Mistrzostwa Europy
- RMSP – Rajdowe Samochodowe Mistrzostwa Polski
- LRČ – Rajdowe mistrzostwa Litwy